# Gare de Oued Sly
La gare de Oued Sly, est une gare ferroviaire algérienne située sur le territoire de la commune de Oued Sly, dans la wilaya de Chlef.

## Situation ferroviaire
La gare se situe sur la ligne d'Alger à Oran, où elle est précédée de la gare de Chlef et suivie de celle de Boukadir.

## Service des voyageurs

### Desserte
La gare de Oued Sly est desservie par les trains régionaux de la liaison Oran - Chlef.